# Cocotropus eksae
Cocotropus eksae är en fiskart som beskrevs av Prokofiev 2010. Cocotropus eksae ingår i släktet Cocotropus och familjen Aploactinidae. Inga underarter finns listade i Catalogue of Life.